# Elettrotreno DB ET 56
Gli elettrotreni ET 56 della Deutsche Bundesbahn erano una serie di elettrotreni progettati per i servizi regionali e diretti sulle linee della Germania meridionale.
Vennero realizzati in 7 unità di tre elementi (motrice + rimorchiata + motrice), come evoluzione degli elettrotreni ET 55 d'anteguerra. La loro forma arrotondata, tipica del design della DB dell'epoca, li rese noti con il soprannome di Eierköpfe ("teste d'uovo").
Nel 1968, con l'introduzione del nuovo sistema di numerazione, gli ET 56 vennero riclassificati nella serie 456; le rimorchiate ottennero il numero 856.
Originariamente verniciati in color porpora, vennero ricolorati successivamente in livrea blu oceano e beige.
Vennero ritirati dal servizio nel 1986.